# Premwut Wongdee
Premwut Wongdee (* 7. August 1990) ist ein ehemaliger thailändischer Fußballspieler.

## Karriere
Premwut Wongdee stand 2013 bei Police United unter Vertrag. Der Verein aus der thailändischen Hauptstadt Bangkok spielte in der ersten Liga des Landes, der Thai Premier League. Für Police absolvierte er ein Erstligaspiel. 2014 stand er einmal für den Ligakonkurrenten Ratchaburi Mitr Phol aus Ratchaburi auf dem Spielfeld. Wo er 2015 gespielt hat, ist unbekannt. 2016 stand er beim Zweitligisten Nakhon Pathom United FC in Nakhon Pathom unter Vertrag. Die Hinserie 2017 spielte er für den ebenfalls in der Thai League 2 spielenden Samut Songkhram FC aus Samut Songkhram. Mitte 2017 wechselte er zum Erstligisten Thai Honda Ladkrabang nach Bangkok. Ende der Saison musste er mit Thai Honda den Weg in die zweite Liga antreten. Wo er 2018 unter Vertrag stand, ist unbekannt. Die Saison 2019 spielte er beim Pattaya Discovery United FC. Der Verein aus Pattaya spielte in der vierten Liga, der Thai League 4, in der Eastern Region. Ende 2019 beendete er seine Karriere als Fußballspieler.